# Glyn Paque
Glyn Eric Paque (Poplar Bluff, 29 augustus 1906 - Bazel, 29 augustus 1953) was een Amerikaanse altsaxofonist en klarinettist in de jazz.

## Biografie
Glyn Paque ging in 1926 naar New York en speelde daar als beroepsmuzikant in orkesten en dansbands. Later werkte hij samen met Jelly Roll Morton, King Oliver (1930), Luis Russell (1931), Benny Carter 1933/'34 en Willie Bryant (1935). Vanwege een chronische depressiviteit was hij een tijd lang niet als muzikant actief, maar in 1937 speelde hij met het orkest van Bobby Martin (waarin ook Ram Ramirez en Kaiser Marshall speelden) in Europa. Nadat Martin zelf terugkeerde naar Amerika, bleef Paque met andere musici van het orkest in Europa hangen. Na het uitbreken van de oorlog in 1939 vestigde hij zich in Zwitserland, waar hij o.a. met The Lanigiros speelde.
Paque richtte tevens een eigen band op, The Cotton Club Serenaders. Verder werkte hij met Eddie Brunner en Fred Böhler (1944) en Franse bandleiders als Philippe Brun en Jerry Thomas. Later slankte Paque zijn groep af tot een sextet, hij speelde hiermee regelmatig in alle grote Zwitserse steden. Hij trad ook op als gastsolist bij Rio de Gregori. Hij ontwikkelde zelf een techniek van circulaire ademhaling waar hij tijdens zijn soli van profiteerde.
Glyn Paque overleed op zijn 47e verjaardag aan een hartaanval.

## Discografische informatie
- Henry Red Allen: 1937-1941 (Classics)
- Benny Carter: The Complete Recordings 1930-1940 - Vol. 1 (Charly); All of Me (Bluebird, 1934-59)
- King Oliver: 1928-1930 (Classics); The New York Sessions 1929-1930 (RCA)
- Jazz in Switzerland 1930-1975 (Elite) (Fred Böhler & His Orchestra 1944, Glyn Paque Trio met Bib Thevenez (p), André Bocquin (dr) 12 juli 1945)